# Рейовець-Фабричний (гміна)
Гміна Рейовець-Фабричний (пол. Gmina Rejowiec Fabryczny) — сільська гміна у східній Польщі. Належить до Холмського повіту Люблінського воєводства.
Станом на 31 грудня 2011 у гміні проживало 4472 особи.

## Площа
Згідно з даними за 2007 рік площа гміни становила 87.51 км², у тому числі:
- орні землі: 62,00%
- ліси: 21,00%

Таким чином, площа гміни становить 4,92% площі повіту.

## Населення
Станом на 31 грудня 2011:
| Опис     | Загалом | Загалом | Чоловіки | Чоловіки | Жінки | Жінки |
| -------- | ------- | ------- | -------- | -------- | ----- | ----- |
| одиниця  | осіб    | %       | осіб     | %        | осіб  | %     |
| все      | 4472    | 100     | 2155     | 48.19    | 2317  | 51.81 |
| міське   | 0       | 100     | 0        |          | 0     |       |
| сільське | 4472    | 100     | 2155     | 48.19    | 2317  | 51.81 |

## Сусідні гміни
Гміна Рейовець-Фабричний межує з такими гмінами: Лопенник-Ґурни, Рейовець, Рейовець-Фабричний, Селище, Травники.

## Історія
До 1954 р. гмінний центр розташовувався у Павлові, який набув статус міста близько 1470 р. До того тут було село Лищ. Міські права втратив у 1869 р.
Згідно з даними Варшавського статичного комітету у гміні Павлів у 1909 р. мешкало 8,6 тис. осіб, у тому числі
62,7% православних і 20,8% римо-католиків (у 1905 р.: 60,1% православних і 34,2% римо-католиків).